# Bergdraba
Bergdraba (Draba norvegica) är en växtart i familjen korsblommiga växter. 

## Beskrivning
Bergdraba är en liten flerårig ört som bildar små glesa till täta tuvor med blad i form av låga, som mest knappt fem centimeter höga, bladrosetter. Stjälkarna som bär upp blommorna kan bli cirka 10 centimeter höga. På både blad och stjälkar finns förutom vanliga bladhår även stjärnhår. Blommorna är små och vita och blomningstiden infaller i juni till juli. 
Bergdraba är ganska svårbestämd då arten är mycket variabel och även liknar vissa andra arter i släktet drabor mycket, som alpdraba, fjälldraba och lappdraba. Det mest utmärkande kännetecknet för bergdraban är att blad och stjälkar både har stjärnhår och vanliga hår, samt att fruktskidorna sitter upprätt. Alpdraba och lappdraba har kala stjälkar och fjälldraba har endast stjärnhår på bladen.

## Utbredning
Bergdraba förekommer omkring norra Atlanten. Den finns i Nordamerika i östra Kanada, på Grönland och i Europa på nordatlantiska öar, från norra Storbritannien till Svalbard, samt i Fennoskandinavien och norra europeiska Ryssland. 
I Sverige finns arten i fjälltrakterna från Pite lappmark till Torne lappmark. Söder därom och nedanför fjällen är den sällsynt, men den har hittats söderut till Härjedalen.